# Мус Пас (Аљаска)
Мус Пас (енгл. Moose Pass) насељено је место без административног статуса у америчкој савезној држави Аљаска.

## Демографија
По попису из 2010. године број становника је 219, што је 13 (6,3%) становника више него 2000. године.
| Група             | 2000.       | 2010.       |
| Белци             | 179 (86,9%) | 201 (91,8%) |
| Афроамериканци    | 3 (1,5%)    | 3 (1,4%)    |
| Азијати           | 0 (0,0%)    | 1 (0,5%)    |
| Хиспаноамериканци | 1 (0,5%)    | 5 (2,3%)    |
| Укупно            | 206         | 219         |